# Grand Moun
Le Grand Moun est un centre commercial situé dans le département français des Landes, regroupant un hypermarché E.Leclerc de 8 000 m2  entouré de quelque 75 boutiques. Son nom vient de « Lou Moun », qui signifie Mont-de-Marsan dans l'usage populaire du gascon.

## Présentation
Il se trouve sur la commune de Saint-Pierre-du-Mont, dans l'agglomération du Marsan, et dans la périphérie de Mont-de-Marsan, chef-lieu du département des Landes. Il ouvre au public le 7 mai 2014 et offre 40 000 m2 de surface de vente.
Le 9 mai 2014, vers 2h23, moins de 48 heures après l'ouverture du centre, 1 200 m2 de toiture s'effondrent. L'accident, survenu de nuit, ne fait aucune victime.
Le centre commercial rouvre partiellement ses portes le 25 juin 2014, jour de début des soldes. La totalité des boutiques rouvrent le 18 octobre 2014, 3 mois et 23 jours après l'accident.